# مایکل آلونی
مایکل آلونی (عبری: מיכאל אלוני‎؛ زادهٔ ۳۰ ژانویهٔ ۱۹۸۴) بازیگر، director، نویسنده، مجری تلویزیون اهل اسرائیل است. وی از سال ۲۰۰۵ میلادی تاکنون مشغول فعالیت بوده‌است.
از فیلم‌ها یا برنامه‌های تلویزیونی که وی در آن نقش داشته‌است می‌توان به شتیسل، بیرون در تاریکی اشاره کرد.